# Generalvikarie
Generalvikarie betecknar inom Katolska kyrkan en präst som är en biskops närmaste assistent och ständige vikarie. I Romersk-katolska kyrkans stift i Stockholm är sedan år 2011 Pascal René Lung generalvikarie.